# Iluviální horizonty
Iluviální horizonty (spolu s kambickými horizonty označovány jako horizont B) jsou diagnostické horizontální celky půdního profilu určující charakter půdotvorných procesů v nich probíhajících. Nacházejí se zpravidla pod E horizonty a nad Ca horizontem. Je nutné si však uvědomit, že v některých půdách tyto horizonty mohou chybět. Jsou charakterizovány vyšším obsahem jílových částic. Dle dalších charakteristik se dělí na Bt, Bs a Bm, dále pak na Bhs a Btna (viz níže).

## Rozdělení
Na území ČR byly popsány tyto iluviální horizonty:
- Bt - iluviální horizont v procesu ilimerizace.
- Bs - iluviální podzolový horizont. Rezivě sbarvený, s výrazným obsahem sesquioxidů.
- Bm - iluviální oglejený horizont. Oglejení vytváří mramorovitou, žedo-modro-zelenou barvu.

- Bhs - iluviální obohacený horizont s akumulací amorfních hydroxidů železa a hliníku, vyšší obsah fulvokyselin. Je písčitý, rezavo-hnědý.
- Btna - iluviální horizont obohace ilimerizací o Na, přechod k zasolení.